# JEdit

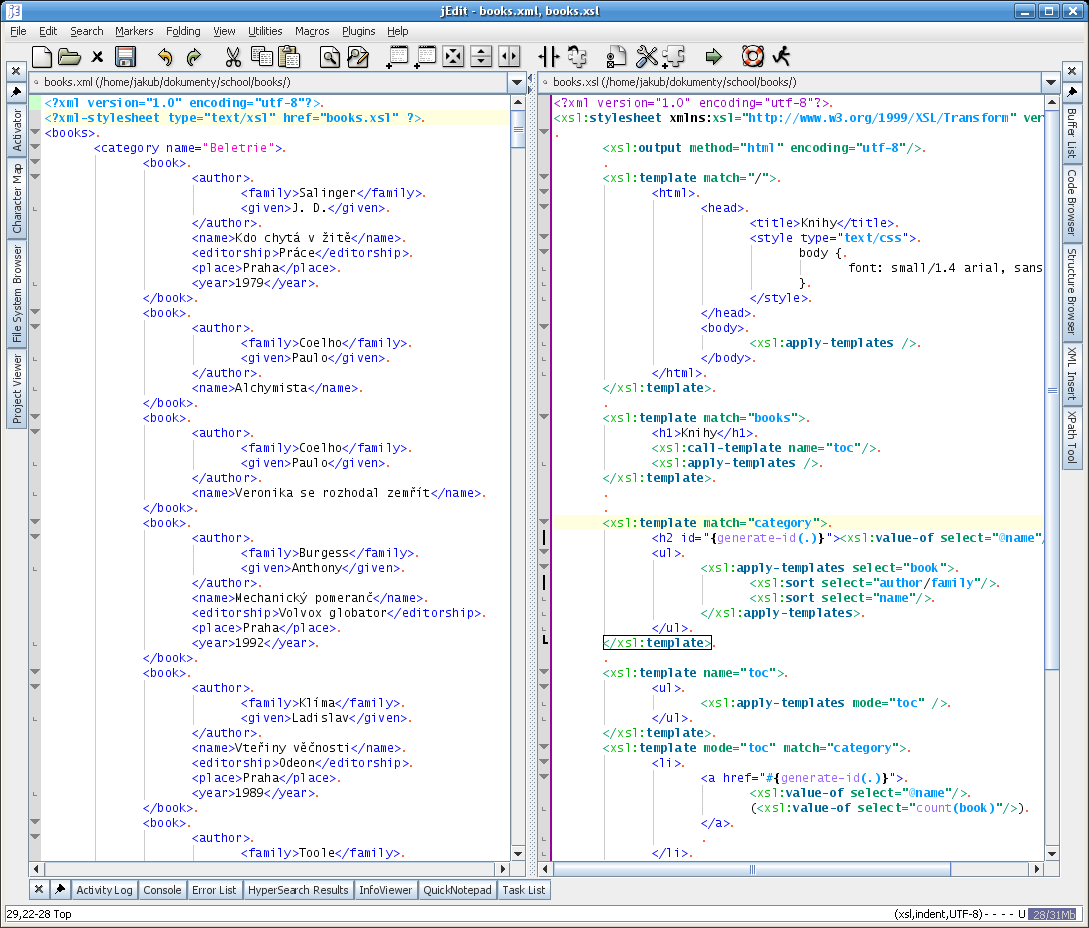
jEdit při editaci XML a XSLT

jEdit je open-source textový editor dostupný pod licencí GNU GPL a implementovaný v programovacím jazyce Java. Podporuje zvýrazňování syntaxe pro zdrojové texty široké řady programovacích jazyků a schémat značkovacích jazyků jako HTML, XHTML a XML.

## Důležité vlastnosti
- multiplatformní (MacOS X, OS/2, Unix, VMS a Windows)
- vysoce konfigurovatelný
  - klávesové zkratky
  - zvýraznění syntaxe
  - makra – psána v jazyce BeanShell (nekompilovaná Java)
  - pluginy
  - skiny
  - specifická nastavení pro jednotlivé jazyky
- zvýraznění syntaxe pro 130 programovacích jazyků
- podporuje velké množství kódování (včetně UTF-8)
- folding – skrývání/odkrývání částí kódu
- kvalitní "search and replace"

## Pluginy
Pro jEdit existuje přes 150 pluginů, mezi nejdůležitější patří:
- ProjectViewer – umožňuje sdružovat skupiny souborů do projektů
- SideKick – umožňuje ostatním pluginům zobrazovat strukturu dokumentu a nabízení kompletace slov
- XML – validuje XML oproti DTD a XML schématům a chyby zobrazuje v ErrorListu, doplňuje tagy a atributy (na základě DTD), zobrazuje strukturu v sidekicku
- ErrorList – umožňuje ostatním pluginům zobrazovat chyby
- Console – systémo-beanshellová konzole
- FTP – editace souborů přímo na serveru, podporuje SFTP
- JDiffPlugin – diff přímo v editoru
- a mnoho dalších

## Zvýraznění syntaxe
ActionScript, Ada 95, ANTLR, Apache HTTPD, APDL, AppleScript, ASP, Aspect-J, Assembly, AWK, B formal method, Batch, BBj, BCEL, BibTeX, C, C++, C#, CHILL, CIL, COBOL, ColdFusion, CSS, CVS Commit, D, Doxygen, DSSSL, Eiffel, EmbPerl, Erlang, Factor, Fortran, FoxPro, FreeMarker, Gettext, Groovy, Haskell, HTML, Icon, IDL, Inform, INI, Inno Setup, Informix 4GL, Interlis, Io, Java, JavaScript, JCL, JHTML, JMK, JSP, LaTeX, LilyPond, Lisp, LOTOS, Lua, Makefile, Maple, ML, Modula-3, MoinMoin, MQSC, NetRexx, NQC, NSIS2, Objective-C, ObjectRexx, Occam, Omnimark, Parrot, Pascal, Patch, Perl, PHP, Pike, PL/SQL, PL/I, Pop11, PostScript, POV-Ray, PowerDynamo, Progress 4GL, Prolog, Properties, PSP, PV-WAVE, Pyrex, Python, REBOL, Redcode, RELAX NG, RelationalView, Rest, Rib, RPM spec, RTF, Ruby, Ruby-HTML, RView, S+, S#, SAS, Scheme, SDL/PL, SGML, shellové skripty, SHTML, Smalltalk, SMI MIB, SQR, Squidconf, SVN Commit, Swig, Tcl, TeX, Texinfo, TPL, Transact-SQL, UnrealScript, VBScript, Velocity, Verilog, VHDL, XML, XSL, ZPT